# Привольный (Пролетарский район)
Приво́льный — хутор в Пролетарском районе Ростовской области.
Входит в состав Мокроельмутянского сельского поселения.

## География
Хутор расположен на правом берегу Пролетарского канала и на реке Ельмута.

## Население
| 2010 |
| ---- |
| 472  |

## Улицы
| - пер. Вольный, - пер. Красный, - пер. Малый, - пер. Маныческий, | - пер. Речной, - пер. Светлый, - пер. Степной, - пер. Школьный, | - ул. Мира, - ул. Свободная, - ул. Степная, - ул. Цветочная. |